# Liste der Monuments historiques in Vals-des-Tilles
Die Liste der Monuments historiques in Vals-des-Tilles führt die Monuments historiques in der französischen Gemeinde Vals-des-Tilles auf.

## Liste der Immobilien
| Bezeichnung                       | Beschreibung                     | Standort                            | Kennzeichnung | Schutzstatus | Datum | Bild |
| --------------------------------- | -------------------------------- | ----------------------------------- | ------------- | ------------ | ----- | ---- |
| Kirche St-Pierre-et-St-Paul       | im späten 13. Jahrhundert erbaut | Musseau, rue des Saxifrages (Lage)  | PA00079257    | Inscrit      | 1929  |      |
| Kirche Notre-Dame-de-l’Assomption | aus dem 12. Jahrhundert          | Villemervry, rue de l’Église (Lage) | PA00079258    | Inscrit      | 1929  |      |

## Liste der Objekte
| Bezeichnung                      | Beschreibung                                              | Standort                                                     | Kennzeichnung | Schutzstatus | Datum | Bild |
| -------------------------------- | --------------------------------------------------------- | ------------------------------------------------------------ | ------------- | ------------ | ----- | ---- |
| Ziborium                         | Silber, vergoldet, nach 1838                              | Lamargelle-aux-Bois, in der Kirche St-Martin (Lage)          | PM52001236    | Classé       | 1978  |      |
| Kelch                            | Silber, vergoldet, 18. Jahrhundert                        | Musseau, in der Kirche St-Pierre-et-St-Paul (Lage)           | PM52001237    | Classé       | 1978  |      |
| Prozessionsstab Erzengel Michael | Holz, farbig gefasst und vergoldet, 18. Jahrhundert       | Villemoron, in der Kirche St-Michel (Lage)                   | PM52001669    | Inscrit      | 1978  |      |
| Altarkreuz                       | Messing, 17. Jahrhundert                                  | Villemervry, in der Kirche Notre-Dame-de-l’Assomption (Lage) | PM52001670    | Inscrit      | 1978  |      |
| Zelebrantenstuhl                 | Holz, 18. Jahrhundert                                     | Lamargelle-aux-Bois, in der Kirche St-Martin (Lage)          | PM52001905    | Inscrit      | 1978  |      |
| Skulptur Petrus                  | Stein, farbig gefasst, zweite Hälfte des 15. Jahrhunderts | Musseau, in der Kirche St-Pierre-et-St-Paul (Lage)           | PM52001238    | Classé       | 1978  |      |
| Beichtstuhl mit fünf Skulpturen  | Holz, zweite Hälfte des 19. Jahrhunderts                  | Lamargelle-aux-Bois, in der Kirche St-Martin (Lage)          | PM52001904    | Inscrit      | 1978  |      |
| Skulptur Madonna mit Kind        | Kalkstein, farbig gefasst, 17. Jahrhundert                | Musseau, in der Kirche St-Pierre-et-St-Paul (Lage)           | PM52001811    | Inscrit      | 1978  |      |